# Rozhledna Slatina
Rozhledna Slatina se nachází nad obcí Slatina na vršku Okrouhlík s nadmořskou výškou 467 metrů v okrese Nový Jičín. Stavba prošla počátkem února 2019 kolaudačním řízením a byla zpřístupněna veřejnosti. Pata rozhledny je usazena na kótě 462 metrů nad mořem.
Výstavba byla zahájena v červenci 2018 a měla by být dokončena v polovině listopadu – záviselo to však na povětrnostních a klimatických podmínkách. Celková cena rozhledny byla vyčíslena na 1 510 152 korun včetně DPH, zhruba polovinu uhradí Evropská unie v rámci projektu „Stezka rozhleden a vyhlídkových míst Euroregionu Silesia – II. etapa“ v programu INTERREG Česká republika – Polsko.

## Plány a stavba
O výstavbě rozhledny nad Slatinou se začalo uvažovat zhruba v roce 2010. Ze tří navrhovaných variant byla ve veřejné anketě mezi občany vybrána aktuálně realizovaná stavba. V pondělí 8. října 2018 byly vztyčeny dřevěné pilíře, v neděli 25. listopadu už vedly schody až do poloviny výše stavby. 17. prosince dostala stavba střechu a v prvním lednovém týdnu bylo dokončeno zábradlí na schodišti. Rozhledna je od 9. února 2019 volně přístupná veřejnosti

## Popis rozhledny
Dřevěná rozhledna je osazena na betonovém základu, půdorys je šestiboký a tvořen šesti masivními nosnými pilíři uzasenými do betonového soklu s kamennou podezdívkou. Výstavba rozhledny podpoří turistický ruch a aktivity občanů nejen z okolí.
Rozhledna je celodřevěná, z opracovaných hranolů a kulatin. Je tesařsky vázaná v kombinaci s ocelovými svorníky a přírubami. Nosné prvky jsou pomocí ocelových kotev osazeny na základovou konstrukci, vybíhající nad terén. Zastřešení je provedeno jehlanovitou střechou, krov je dřevěný, tesařsky vázaný.
Rozhledna má 57 schodů a maximální počet osob na rozhledně je provozním řádem stanoven na osm.
Rozhledna je vysoká 18 metrů, vyhlídková plošina je ve výšce přes 12 metrů nad úrovní terénu. Při pěkném počasí jsou vidět Beskydy, Ostrava, také Jeseníky s horou Praděd a Vítkovskou vrchovinu.

## Galerie

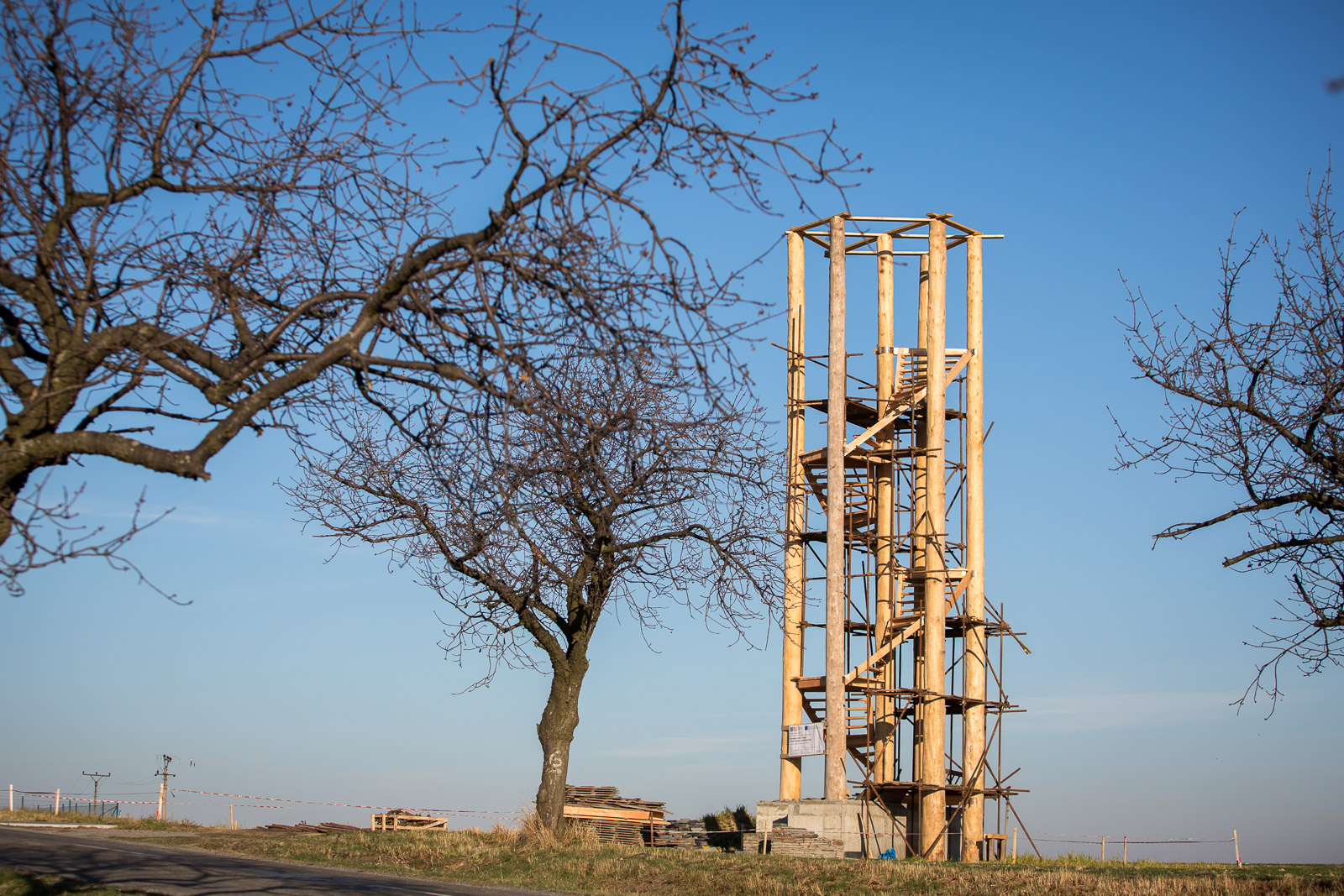
Výstavba objektu
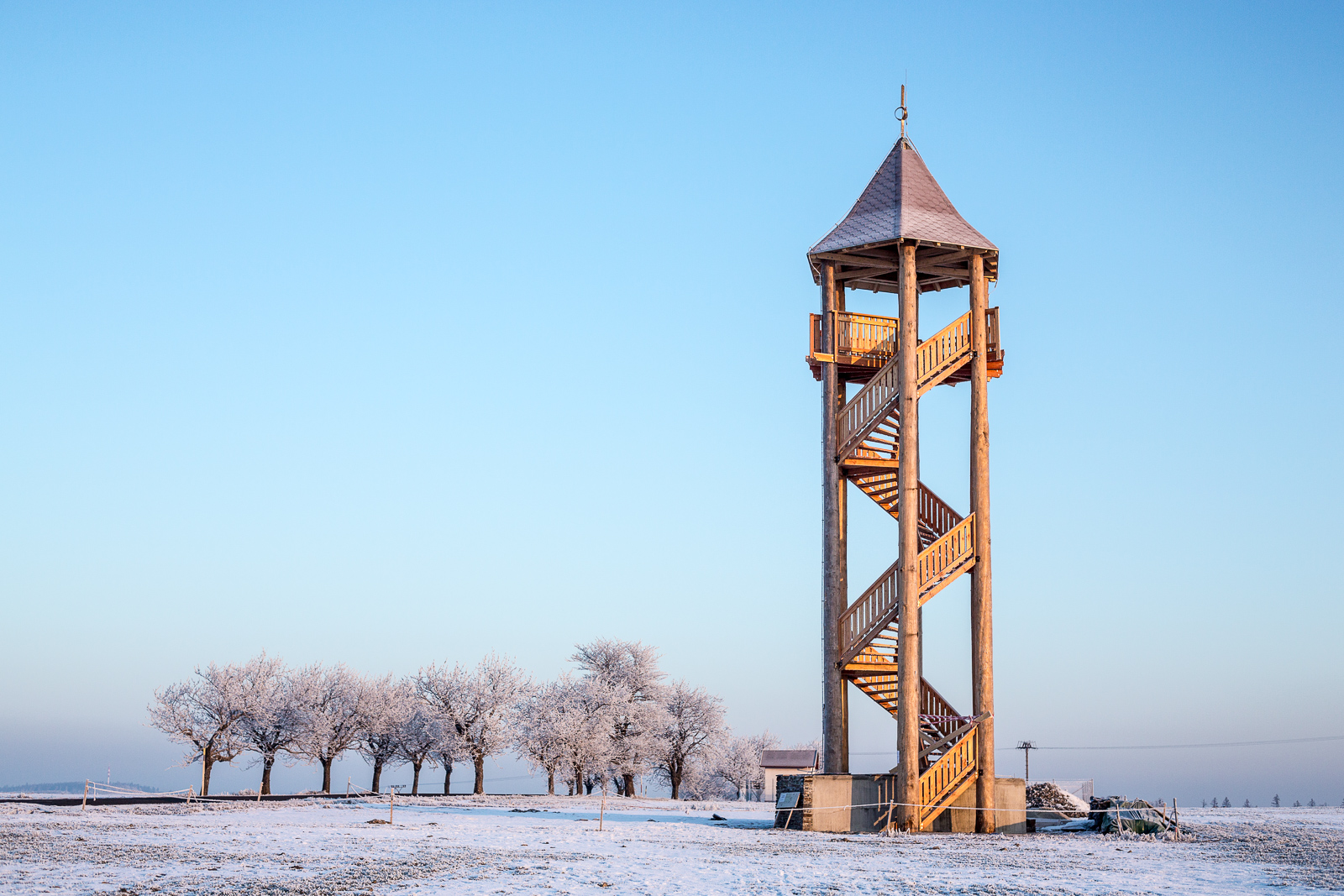
Jižní pohled na rozhlednu
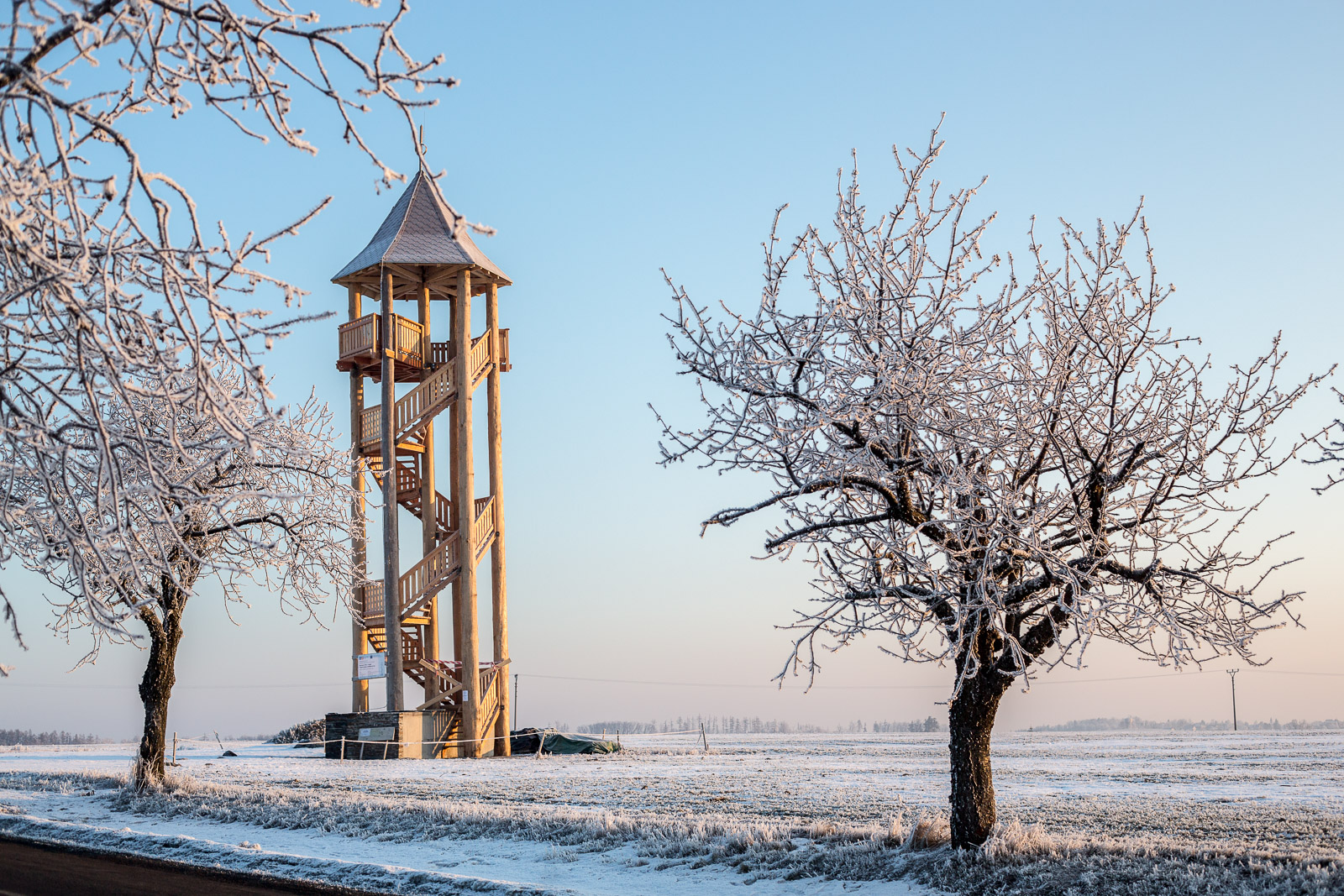
Pohled z jihozápadu
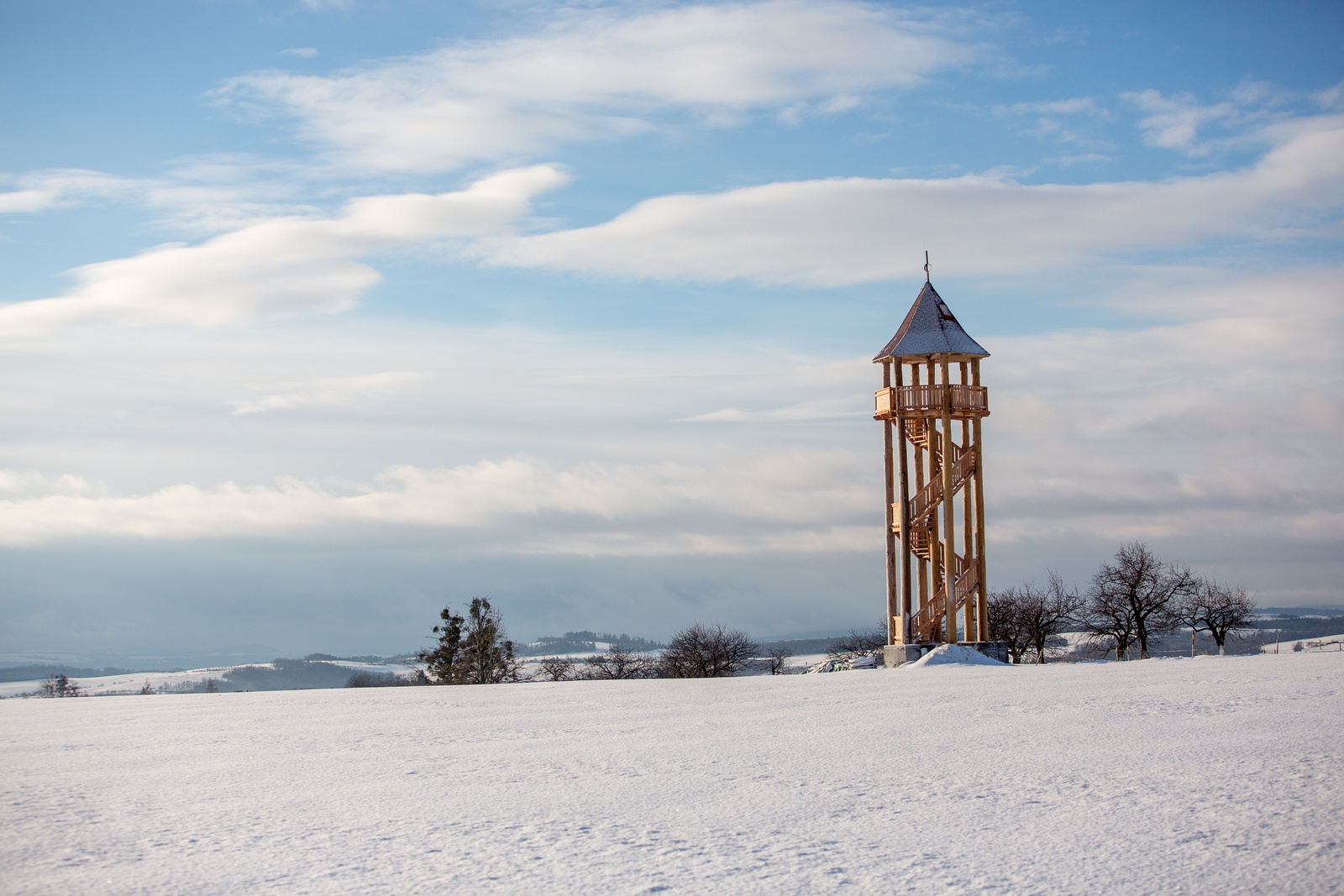
Pohled ze severní strany
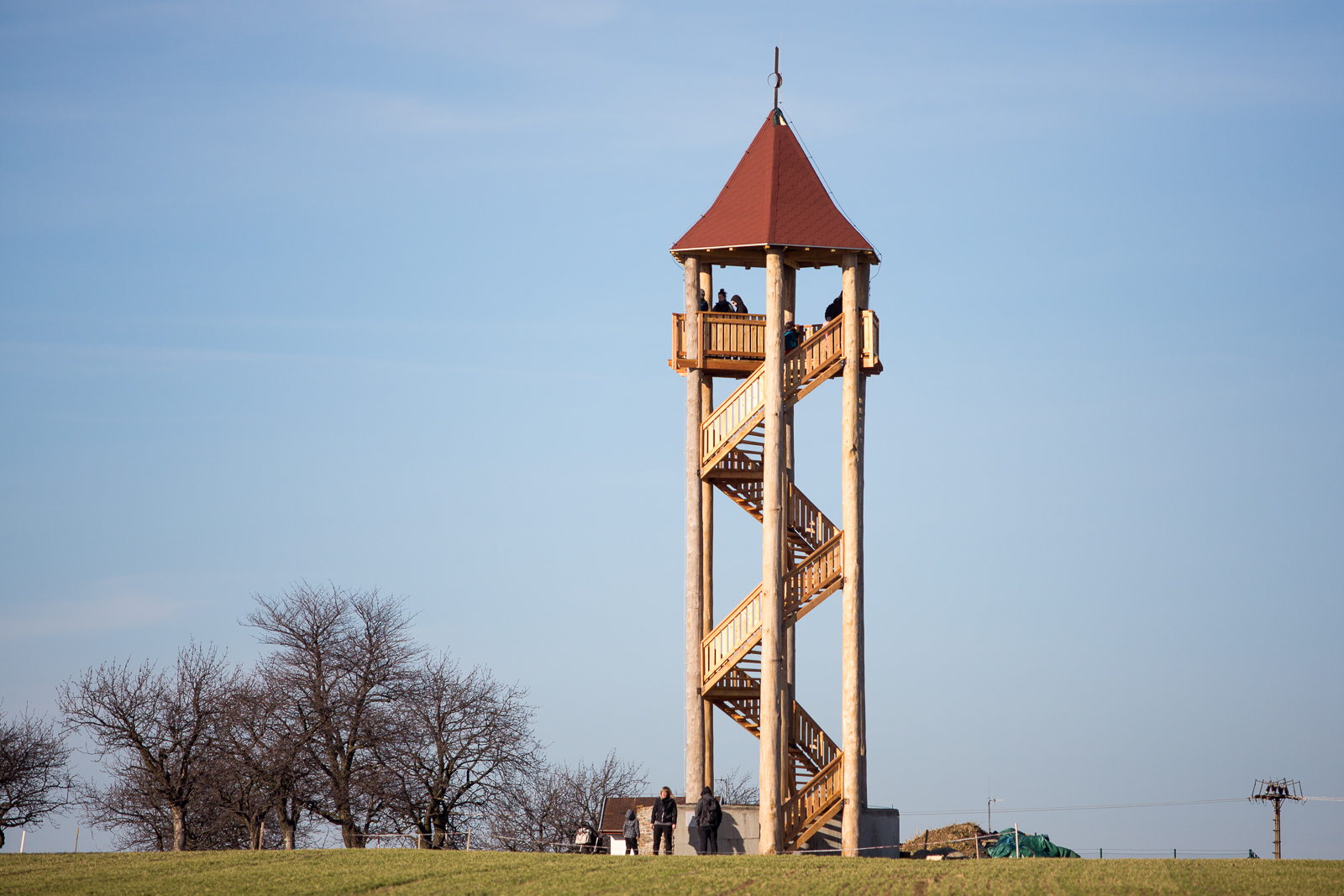
Lidé na rozhledně
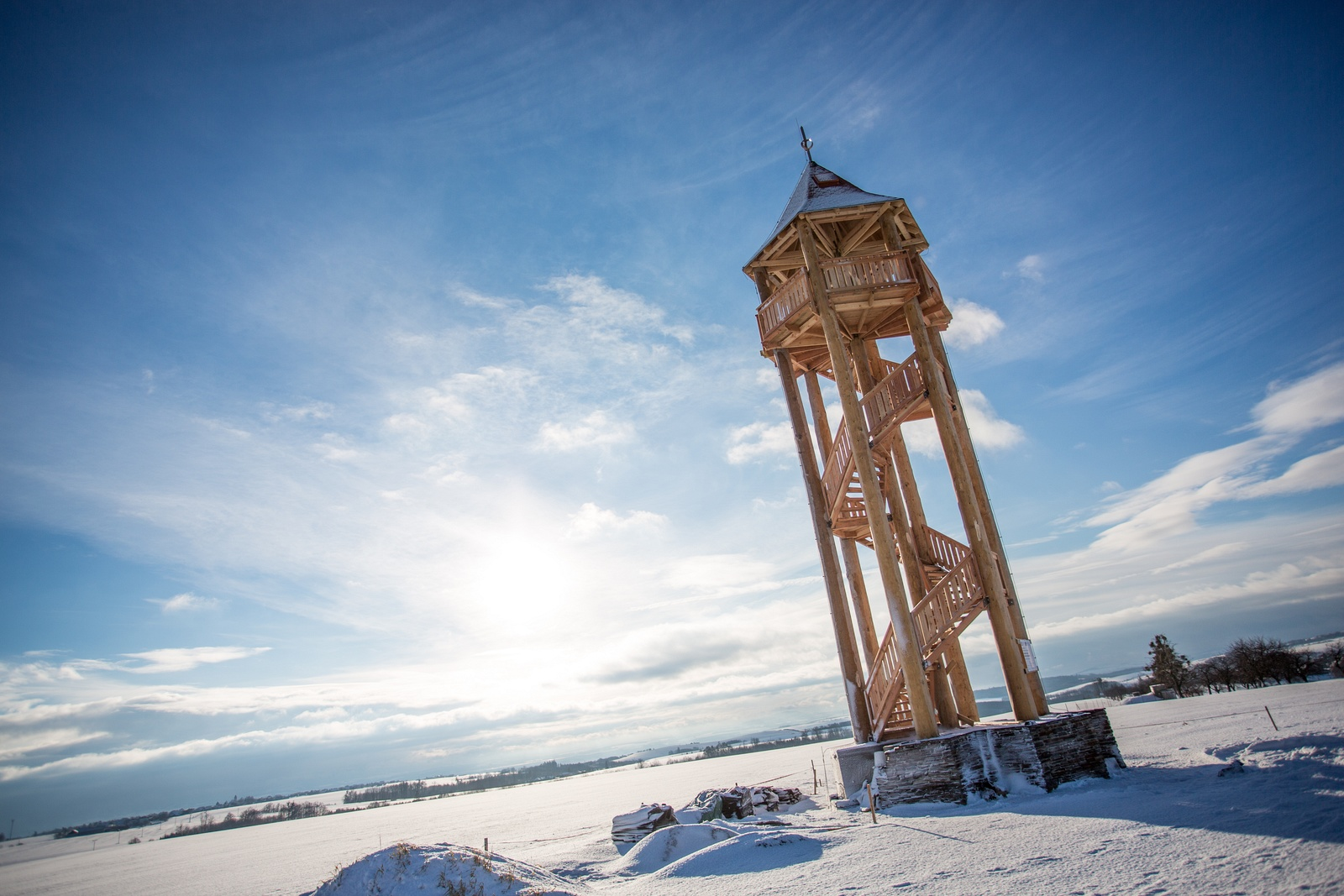
Pohled ze severozápadu směrem na obec